# العكدة (المخادر)

تعديل مصدري - تعديل

العكدة محلة تابعة لقرية الناصرة، التابعة لعزلة السحول بمديرية المخادر إحدى مديريات محافظة إب في الجمهورية اليمنية، بلغ تعداد سكانها 31 حسب تعداد اليمن لعام 2004.